# Glossina fuscipes
Glossina fuscipes Newstead, 1910 è una specie di mosca fluviale del genere Glossina, comunemente nota come mosca tse-tse. Tipicamente presente nell'Africa subsahariana, G. fuscipes è un vettore regionale della tripanosomiasi africana, comunemente nota come malattia del sonno, che causa tassi significativi di morbilità e mortalità tra gli esseri umani e il bestiame. Di conseguenza, la specie è tra le tante prese di mira dai ricercatori per il controllo della popolazione come metodo per controllare la malattia.

## Descrizione
G. fuscipes è spesso di colore marrone o grigio-marrone. Il suo corpo tende ad avere varie macchie scure e chiare, mimetizzandola efficacemente su superfici come corteccia, roccia o terra. A riposo, G. fuscipes appare snella mentre piega le ali sul dorso in modo che una si sovrapponga all'altra. Ciò la distingue dalle mosche domestiche e i mosconi le cui ali si proiettano verso l'esterno ad angolo mentre sono appoggiate sulla schiena. Dopo un pasto a base di sangue, l'addome dell'insetto apparirà grande, arrotondato e rosso.

### Maschi
Quando il maschio di G. fuscipes viene esaminato dal lato ventrale, si può vedere una struttura arrotondata chiamata ipopigio all'estremità posteriore dell'addome. Immediatamente di fronte all'ipopigio c'è una placca con peli scuri chiamati ettori. Sia l'ipopigio che gli ettori aiutano a distinguere il maschio dalle femmine e servono ad afferrare l'estremità dell'addome della femmina durante l'accoppiamento. All'inizio della copulazione, l'ipopigio si dispiega per scoprire i pterigopodi superiori e inferiori, nonché l'edeago.

### Femmine
L'estremità dell'addome femminile è priva di strutture significative che sarebbero la controparte dell'ipopigio e degli ettori maschili; tuttavia, le femmine mostrano una vulva, che può esibire diverse piccole placche che aiutano nell'identificazione delle specie.

## Biologia

### Ciclo vitale

#### Uova
In poche ore, gli spermatozoi si spostano dagli spermatofora nella spermateca, dove rimangono attivi per il resto della vita della femmina. Le uova vengono fecondate immediatamente quando entrano nell'utero dagli spermatozoi della spermateca che entrano in contatto e penetrano nella porzione anteriore dell'uovo. L'uovo fecondato rimane nell'utero per circa quattro giorni mentre la larva inizia a svilupparsi.
Una volta che si è accoppiata, una femmina può produrre larve per il resto della sua vita. A circa 25 °C, una mosca femmina produrrà larve mature ogni 9-10 giorni ad eccezione della prima, che può richiedere fino a 18-20 giorni. Temperature più basse determinano un tasso di riproduzione inferiore mentre temperature più elevate aumentano il tasso di riproduzione. Temperature troppo alte o troppo basse possono far cessare del tutto la riproduzione.

#### Larva
La larva di G. fuscipes attraversa tre stadi mentre cresce fino a quando la larva completamente formata viene rilasciata da una mosca femmina. La larva ha una bocca all'estremità anteriore e due spiracoli all'estremità posteriore. Piuttosto insolitamente, la larva si nutre e trascorre la maggior parte del suo tempo all'interno del corpo della madre.
Oltre ai nutrienti immagazzinati nell'uovo, l'approvvigionamento alimentare per i tre stadi larvali proviene da una ghiandola del latte materno. Le secrezioni lattiginose di questa ghiandola vengono espulse dal dotto ghiandolare all'estremità della testa della larva. La larva aspira la secrezione lattiginosa e la passa direttamente all'intestino medio dove viene lentamente digerita e assimilata.
Per l'apporto d'aria, la larva dipende dall'aria che entra nella vulva della femmina. L'aria deve passare negli spiracoli posteriori o nei lobi polipneustici della femmina per raggiungere la larva.
Se una larva non riesce a raggiungere la sua piena dimensione, verrà espulsa prematuramente dall'utero. La larva abortita muore. Gli aborti possono essere dovuti al fatto che la mosca madre non riesce a procurarsi cibo a sufficienza o al fatto che venga maneggiata con noncuranza o esposta a insetticidi. Le uova sono soggette ad aborto per le stesse ragioni.

#### Pupa
La pupa è di colore bruno scuro, più corta della larva che l'ha prodotta, e arrotondata con lobi polipneustici all'estremità posteriore. I lobi hanno una forma caratteristica e possono aiutare a distinguere la pupa di G. fuscipes da quella di altre mosche. La pupa ha anche un rivestimento rigido all'esterno, chiamato puparium.
Lo stadio della pupa dura dalle quattro alle cinque settimane a seconda della temperatura. Temperature più elevate accorciano il periodo della pupa. Al contrario, le temperature più basse allungano il periodo della pupa a più di 50 giorni in determinati climi. Tuttavia, le temperature estreme ne causeranno la morte.

#### Adulto
Quando è pronta ad emergere, la giovane mosca adulta espande il suo ptilino per far aprire l'estremità del puparium. Fuori dal buco appena creato e dal terreno circostante, l'adulto emerge usando il ptilino, facendosi strada verso la parte alta del suolo e l'aria aperta. In questa fase il corpo dell'adulto è molto morbido, mentre le sue ali sono piccole e accartocciate. Dopo alcune minzioni, le ali si espanderanno verso la loro dimensione corretta. Dal momento che intercorre tra la comparsa della mosca e il suo primo pasto, l'adulto è chiamato in inglese mosca teneral. Dopo che è stato consumato il primo pasto a base di sangue, la mosca viene definita non-teneral.

### Alimentazione
G. fuscipes si nutre di sangue di vertebrati ed è tradizionalmente descritta come strettamente ematofaga. Il suo metabolismo non richiede il glucosio, perché utilizza un sistema navetta prolina-alanina per la distribuzione dell'energia. Invece, i trigliceridi vengono utilizzati per la conservazione nel grasso corporeo delle mosche e nelle secrezioni di latte. Tuttavia, i ricercatori hanno condotto esperimenti di laboratorio e uno studio sul campo che dimostra come G. fuscipes sia in grado di nutrirsi di acqua zuccherata in laboratorio e come le mosche selvatiche contengano residui di zucchero. Sebbene un'alimentazione continua con elevate concentrazioni di zucchero sembrasse tossica, lo zucchero somministrato occasionalmente o a basse concentrazioni non ha influenzato la mortalità e la fecondità dei ditteri.

### Predatori
G. fuscipes adulti e pupe sono una fonte di cibo per una varietà di predatori tra cui vertebrati e artropodi. Tuttavia, non è nota alcuna specie insettivora che si nutra esclusivamente di G. fuscipes o di mosche tse-tse in generale. Pertanto, una riduzione degli uccelli insettivori durante le campagne generali di controllo della mosca tse-tse potrebbe essere attribuita alla simultanea rimozione correlata agli insetticidi di altre specie di insetti rispetto alla diminuzione delle stesse mosche tse-tse.

### Riproduzione
Durante l'accoppiamento, i maschi si sistemano sul dorso della femmina. I clasper all'estremità posteriore dell'addome maschile si aprono per afferrare l'estremità dell'addome femminile. Questa posizione di accoppiamento può essere mantenuta per un'ora o due prima che la coppia debba separarsi.
Le femmine di solito si accoppiano in giovane età, prima o intorno alla stessa epoca dei loro primi pasti di sangue. Le femmine di solito si accoppiano solo una volta nella vita, anche se è possibile accoppiarsi più di una volta, mentre i maschi tendono ad accoppiarsi più volte. I maschi più anziani hanno maggiori probabilità di accoppiarsi con successo rispetto ai maschi molto giovani.
Durante l'accoppiamento, l'edeago viene inserito nella vulva e raggiunge l'utero fino all'uscita della spermateca. Una grossa sfera di sperma viene depositata lì sotto forma di spermatoforo. Al termine dell'accoppiamento, il maschio lascia la presa sulla femmina per poi volare via.

## Distribuzione e habitat
G. fuscipes si trova nell'Africa subsahariana e predilige le aree ad alta umidità, in particolare i biomi come le paludi di mangrovie, le foreste pluviali, le rive dei laghi e le foreste a galleria lungo i fiumi. Queste mosche occupano un grande blocco dell'entroterra al centro della Repubblica Democratica del Congo, ma coprono anche i paesi circostanti oltre al Gabon, al Camerun e a una parte meridionale del Ciad.

## Mutualismo

### Microbioma
Le mosche di G. fuscipes si affidano al genere batterico simbionte obbligato Wigglesworthia per integrare la loro dieta con sostanze nutritive essenziali per la propria fecondità. Il sistema immunitario adulto si basa in modo simile su Wigglesworthia per la propria attivazione e il proprio sviluppo. Un simbionte secondario e facoltativo è il genere Sodalis, presente nelle popolazioni tse-tse che si ritiene svolgano un ruolo nella capacità di trasmettere i tripanosomi. Infine, un terzo simbionte è il genere Wolbachia, trasmesso per via transovarica tra generazioni. Per migliorare la trasmissione e la sopravvivenza, Wolbachia ha evoluto meccanismi per alterare la riproduzione dell'ospite.
Utilizzando metodi sia dipendenti dalla cultura che indipendenti, è stato dimostrato che le popolazioni keniote della sottospecie G. f. fuscipes ospitano una vasta gamma di batteri. Delle mosche testate, sono stati isolati batteri dal 72% della popolazione campione e identificate 23 specie batteriche. Di queste, il phylum Firmicutes costituiva 16 specie, sette delle quali appartengono al genere Bacillus.

## Tassonomia
Il genere Glossina è considerato un genere isolato ed è solitamente classificato nella propria famiglia Glossinidae. Il genere è ulteriormente suddiviso in tre sottogeneri, Morsitans, Fusca e Palpalis, quest'ultimo dei quali è il sottogenere a cui appartiene G. fuscipes. La specie è ulteriormente suddivisa nelle sottospecie G. f. fuscipi, G. f. martini e G. f. quanzensis.

## Tripanosomiasi
G. fuscipes, insieme ad altre mosche tse-tse, sono importanti vettori biologici di protozoi parassiti appartenenti al genere Trypanosoma noti per causare le malattie eponime in varie specie di vertebrati tra cui umani, antilopi, bovini, cammelli, cavalli, pecore, capre e maiali. I parassiti vengono trasmessi all'uomo tramite morsi di G. fuscipes, che hanno acquisito la loro infezione da altri esseri umani o animali che ospitano parassiti patogeni per l'uomo.
Negli esseri umani, la tripanosomiasi veicolata da G. fuscipes è anche conosciuta come malattia del sonno. Negli animali, la malattia può essere nota come nagana o surra a seconda delle specie animali infette e delle specie di tripanosoma coinvolte. Nagana si riferisce tipicamente alla malattia nei bovini e nei cavalli; tuttavia, è comunemente usato per descrivere qualsiasi tipo di tripanosomiasi animale.
La tabella seguente riassume queste informazioni per le specie G. fuscipes; tuttavia, le malattie elencate di seguito possono essere trasferite da altre specie di mosca tse-tse oltre a G. fuscipes.
| Malattia                         | Specie colpite                                                                              | Agenti tripanosomi    | Distribuzione    |
| -------------------------------- | ------------------------------------------------------------------------------------------- | --------------------- | ---------------- |
| Malattia del sonno — forma acuta | umani                                                                                       | T. brucei rhodesiense | Africa orientale |
| Nagana - forma acuta             | antilope bestiame cammelli cavalli                                                          | T. brucei brucei      | Africa           |
| Nagana - forma acuta             | maiali domestici bestiame cammelli cavalli                                                  | T. simiae             | Africa           |
| Surra — forma cronica            | maiali domestici facoceri (Phacochoerus aethiopicus suini della foresta ( Hylochoerus spp.) | T. suis               | Africa           |

### Controllo della popolazione
Il contenimento della malattia del sonno e della nagana sarebbe di grande beneficio per le comunità rurali dell'Africa subsahariana, alleviando la povertà e migliorando la sicurezza alimentare, pertanto vengono intrapresi sforzi per tenere a freno le popolazioni locali di G. fuscipes attraverso metodi come campagne di pesticidi, cattura, o la tecnica dell'insetto sterile.